# Ana Rosa Payán
Ana Rosa Payán Cervera (10 de septiembre de 1952) es una política mexicana. Fue diputada federal, senadora y dos veces alcaldesa de Mérida. Durante las elecciones estatales de Yucatán de 2015 fue candidata por tercera vez a la alcaldía de Mérida por el partido Movimiento Ciudadano. En las elecciones de 2018 fue candidata a senadora de la  república por la coalición "Por México Al Frente" encabezado por el Partido Acción Nacional, Partido de la Revolución Democrática y Movimiento Ciudadano en fórmula con su compañero, el panista Raúl Paz Alonzo. Es contadora pública, egresada de la Universidad Autónoma de Yucatán.

## Carrera política
Ana Rosa Payán militó en el PAN desde 1983 hasta 2007 siendo una de las principales representante del partido en la política de Yucatán. Fue elegida diputada federal por el I Distrito Electoral Federal de Yucatán a LIV Legislatura en 1988, obteniendo por primera vez para su partido una diputación uninominal en el Estado de Yucatán.

### Primer mandato como presidenta municipal de Mérida (1991-1993)
En noviembre de 1990 fue elegida Presidenta municipal de Mérida en unas elecciones muy reñidas, obteniendo por segunda vez para su partido la Alcaldía de la capital yucateca -el primero había sido Víctor Correa Rachó (1968-1970)- compitiendo contra el exalcalde Herbé Rodríguez Abraham postulado por el PRI y el periodista Rafael Loret de Mola, por el PARM.
El reconocimiento final a su victoria tuvo como consecuencia la salida del gobernador Víctor Manzanilla Schaffer. Desempeñó el cargo entre 1991 y 1993. Durante su mandato acometió el mantenimiento y renovación de la red de alumbrado público, comenzó la renovación del Mercado Lucas de Gálvez y en general la mejora de los servicios que presta el Ayuntamiento de Mérida.
A finales de 1993 solicita licencia a la alcaldía, para competir por la gubernatura de Yucatán, en el llamado, en la cual se enfrentó al priista Federico Granja Ricalde.
Ana Rosa Payán coordinó la campaña de Luis Felipe Bravo Mena a la presidencia del PAN en 1999 y fue una de las más entusiastas impulsoras de la llegada, a ese mismo cargo, de Manuel Espino.
De 1994 a 1997 fue presidenta estatal del PAN y fue elegida senadora por representación proporcional de 1997 a 2000.

### Segundo mandato como presidenta municipal de Mérida (2001-2004)
En 2001 fue por segunda ocasión presidenta municipal de Mérida. Durante este segundo mandato tuvo que afrontar las consecuencias del paso del devastador huracán Isidoro. Se inició la construcción del Mercado de San Benito y el Palacio Administrativo. Propuso un ambicioso plan de reordenación del transporte urbano y el impulso de proyectos de desarrollo social en el sur de la ciudad de Mérida.
En 2003 entregó a la ciudadanía el tercer Programa Director de Desarrollo Urbano que planteó la ciudad de Mérida para el siglo XXI con normas innovación que permitieron el desarrollo de nuevos asentamientos habitacionales.
Es en este período que lidera la renovación del Mercado de Santa Ana, proyecto por el cual la firma Duarte Aznar Arquitectos obtuvo Mención de Honor en la XIV Bienal Panamericana de Arquitectura de Quito, Ecuador, 2004. Esta renovación es considerada un éxito urbano, arquitectónico, social y cultural.
También en este período arranca con un proyecto de modernización tecnológica de la ciudad que culminó la administración siguiente y por el cual la ciudad de Mérida obtuvo el galardón a "Ciudad Mediana" otorgado por el Instituto para la Conectividad en las Américas (ICA), la Asociación Hispanoamericana de Centros de Investigación y Empresas de Telecomunicaciones (AHCIET), Cisco Systems, y Microsoft.

### En el gobierno federal (2006-2007)
En 2006 el presidente Vicente Fox la nombró directora del DIF, en sustitución de Ana Teresa Aranda. Cargo que dejó para competir por la candidatura del PAN al gobierno de Yucatán.

### Elecciones estatales de Yucatán de 2007
Participó en la elección interna celebrada el 17 de diciembre de 2006, calificada por algunos medios como "...la más sucia en la historia contemporánea que se recuerde en el PAN" (La Revista Peninsular, diciembre de 2006) en la cual resultó oficialmente triunfador Xavier Abreu Sierra, Ana Rosa Payán se negó a reconocer los resultados debido a que acusó a Abreu de recibir el apoyo del gobernador Patricio Patrón Laviada e impugnó la elección ante el Comité Ejecutivo Nacional. Este rechazó la impugnación el 16 de enero de 2007, ante lo cual Ana Rosa Payán anunció su renuncia al PAN, inicialmente pretendió ser postulada como candidata ciudadana por todos los partidos de oposición a excepción del PRI y el PVEM, sin embargo el PRD y los partidos de izquierda se han declarado contra cualquier posibilidad de aliarse al PAN y han complicado las posibilidades de que sea su candidata.
El 31 de enero de 2007 anunció el primer acuerdo para ser candidata a la Gubernatura por Convergencia, candidatura a la que se podrían sumar el PRD y el PT.
Finalmente, el 11 de febrero del mismo año, el líder nacional del PRD, Leonel Cota Montaño, anunció la decisión de no postular a Payán como candidata de dicho partido.
A pesar de lo anterior, se postuló como candidata al gobierno del estado por el PT y Convergencia en la alianza Todos Somos Yucatán. En el proceso electoral Ivonne Ortega Pacheco obtuvo la gubernatura como candidata del Partido Revolucionario Institucional.
Durante los primeros 4 años de gobierno de Ortega Pacheco, fungió como consejera del Instituto Estatal de Acceso a la Información y en julio de 2011 renunció para dedicar más tiempo a la política.

## Etapa Ciudadana
Aunque desde 2010 se rumoró que regresaría al PAN e incluso que contendería por algún cargo público, esto nunca se concretó. Sin embargo, sólo se sumó a la campaña presidencial de Josefina Vázquez Mota como coordinadora de redes ciudadanas, sin volver a militar en dicho partido. Al día de hoy, no forma parte de ningún partido político y ha declarado públicamente su interés de contender por la alcaldía de la ciudad de Mérida una tercera vez, propuesta por un grupo de ciudadanos y bajo el amparo del partido Movimiento Ciudadanoo.
El 8 de junio de 2015 anuncia su derrota por la alcaldía de Mérida, abandonando la vida política asimismo dejando de representar al partido Movimiento Ciudadano.

### Candidata a senadora de la república elecciones federales de 2018
En 2018 se confirmó que Payán sería candidata de Movimiento Ciudadano a senadora de la república por la coalición "Por México al Frente", compitiendo en fórmula con el panista Raúl Paz Alonso, el 1 de julio de 2018 la fórmula Paz-Payán quedó segunda ante la encabezada por Jorge Carlos Ramírez Marín y Verónica Noemí Camino Farjat del Partido Revolucionario Institucional, Partido Verde Ecologista de México y Nueva Alianza. Paz Alonzo quedó electo senador por la minoría, por lo que Ana Rosa Payán no pudo ingresar al senado.